# Mīm (syriaque)
Cette page contient des caractères spéciaux ou non latins. S’ils s’affichent mal (▯, ?, etc.), consultez la page d’aide Unicode.
Pour les articles homonymes, voir Mīm.
Mīm (ܡ) est la 13e lettre de l'alphabet syriaque.
Son caractère Unicode est 0721.